# Uwe Bartsch
Uwe Bartsch (* 20. Juli 1954 in Berlin) ist ein deutscher Politiker der CDU.

## Leben
Von 1971 bis 1975 absolvierte Uwe Bartsch eine Berufsausbildung zum Elektroinstallateur. Von 1975 bis 1980 absolvierte er ein Abendstudium zum Ingenieur für Elektroenergieanlagen. Danach führte er bis 1998 ein eigenes Unternehmen. 
Uwe Bartsch ist verheiratet und hat zwei Söhne.

## Politik

### Partei
1994 wurde Uwe Bartsch in den Landesvorstand der CDU Brandenburg gewählt. Beim Landesparteitag am 28. November 2009 wurde er erneut als Beisitzer in den Landesvorstand der CDU Brandenburg gewählt.
Von 1995 bis 2005 war Uwe Bartsch Kreisvorsitzender der CDU Barnim. Im Dezember 2005 verlor er nach heftigen innerparteilichen Machtkämpfen die Abstimmung um den Vorsitz der CDU Barnim.

### Abgeordneter
1994 wurde Uwe Bartsch über die Landesliste der CDU Brandenburg Mitglied des Brandenburger Landtags, mittelstandspolitischer Sprecher der CDU – Fraktion, Mitglied des Ausschusses für Wirtschaft, Arbeitskreisleiter für Wirtschaft, Finanzen, Wissenschaft, Forschung, Kultur und Haushaltskontrolle. 
Bei den Kommunalwahlen 2003 wurde Bartsch in den Kreistag Barnim gewählt und 2008 bestätigt. 
Uwe Bartsch konnte bei der Brandenburger Landtagswahl 2004 im Wahlkreis Barnim II kein Mandat erringen. Mit 17,5 % konnte er sich nicht gegen Dagmar Enkelmann behaupten, die die meisten Stimmen auf sich vereinigte und das Direktmandat erhielt.

## Ehrenamtliche Tätigkeiten
Er ist Präsident des FSV Bernau. Weiterhin unterstützt er seit dem Jahr 2003 die Zusammenarbeit der Stadt Bernau mit dem Fußballverein Hertha BSC aus Berlin.